# フェルナンド・コルンガ
フェルナンド・コルンガ（Fernando Colunga、1966年3月3日 - ）は、メキシコの俳優である。

## 来歴
フェルナンドは、エンジニアのフェルナンド・コルンガとマルガリータ・オリバレスの息子として生まれた。若い頃は、土木工学の勉強を始め、金物屋を経営したり、車のディーラーをしたり、店員やバーテンダーをしたりしていたが、ずっと俳優を目指していたという。1988年までは映画俳優として活動していたが、ソープオペラ「Dulce desafío」でEduardo Yáñezのスタントダブルを務め、主にバイクのシーンで活躍した。そこから演技を続けることを決意し、1990年にTelevisaの芸術教育センター（CEA）に入学しました。彼の最初の頃は、有名な子供向け番組Sesame Street'のメキシコ版に出演したことで、彼の顔は多くの家庭で人気を博しました。La telaraña、La hora marcada'、Todo de todo'などの番組に出演した。
彼女の最初の頃は、「Cenizas y diamantes」、「Madres egoístas」、「マリア・メルセデス」などのソープオペラに出演していました。カルラ・エストラーダからオファーを受け、1993年にマリア・ソルテと共演したテレノベラ「Más allá del puente」の主役に抜擢された。
このテレノベラの後、1994年には「Marimar」に特別参加し、アドリアン・ロサレスに命を吹き込んだ。その後、映画「Bésame en la boca」にパウリーナ・ルビオと共に参加した。
1995年、カルラ・エストラーダに召集され、時代劇のソープオペラ「Alondra」で警部補のラウル・グティエレスを演じ、女優のVeronica Merchantとカップルを演じることになった。同年、アンジェリ・ネスマは、彼にソープオペラMaría la del barrioでThalíaと共に初の主演を与え、ルイス・フェルナンド・デ・ラ・ベガに命を吹き込む。
1997年には「Esmeralda」でLeticia Calderónと共演した。 
その後、「Pecado no original」で演劇界に進出し、「シャンタル・アンデレ」と共演し、それぞれビルとジェニーを演じた。
彼の次のテレノベラは1998年のLa usurpadoraで、ベネズエラの女優Gabriela Spanicと共演し、カルロス・ダニエル・ブラチョに命を吹き込んだ。
1999年にはソープオペラ「Nunca te olvidaré」でEdith Gonzálezと共演している。
また、2000年には「Cuento de Navidad」に参加し、テレノベラ「Abrázame muy fuerte」に主演し、Aracely Arámbula、Victoria Ruffo、César Évora、Nailea Norvindとシーンを共にした。
2001年には「Navidad sin fin」に出演している。
2003年にはカルラ・エストラーダが制作した時代劇のソープオペラ「アモール・レアル」に出演し、マヌエル・フェンテス・ゲラを演じ、アデラ・ノリエガと共演した。
Amor realの後、彼は再び劇場に戻った。セザール・エヴォラと一緒に、彼らは脚本を翻案して「Trampa de muerte」を始めた。
数ヶ月のツアーを経て、2005年にはカルラ・エストラーダ監督のテレノベラ「Alborada」に出演しました。このときのコルンガのパートナーはルセロである。
2007年には、カルラ・エストラーダがプロデュースした時代劇テレノベラ「Pasión」に再び出演した。
2008年には、Nicandro Díazがプロデュースしたテレノベラ「Mañana es para siempre」に出演し、Silvia NavarroやLuceroと共演している。
2010年には、Nicandro Díazが制作したソープオペラ「Soy tu dueña」に出演し、LuceroやGabriela Spanicと共演している。
2012年には、フアン・オソリオから声がかかり、ブランカ・ソトと共演したPorque el amor mandaに出演。
2015年には映画『Ladrones』でEduardo Yáñezと共演している。
2015年にはテレノベラ『Pasión y poder』の敵役として登場し、Susana Gonzálezとクレジットを共有している。

## キャリア

### テレノベラス
| 年        | タイトル                                      | キャラクター                                            |
| --------- | --------------------------------------------- | ------------------------------------------------------- |
| 1988      | スウィートチャレンジ                          | Eduardo Yáñezのダブル。                                 |
| 1990      | Cenizas y diamantes                           |                                                         |
| 1991      | リーチ・フォー・ア・スターII                  |                                                         |
| 1991      | Selfish Mothers                               | Jorge                                                   |
| 1992-1993 | María Mercedesのように。                      | ちくわ                                                  |
| 1993      | Marianela                                     | パブロ                                                  |
| 1993-1994 | ビヨンド・ザ・ブリッジ'                       | ヴァレリオ・ロハス                                      |
| -1994     | Marimar                                       | Adrián Rosales                                          |
| 1995      | Alondra                                       | Raúl Gutiérrez                                          |
| 1995-1996 | María la la del barrio                        | Luis Fernando de la Vega Montenegroを参照してください。 |
| 1997      | Esmeralda。                                   | José Armando Peñarreal                                  |
| 1998      | The Usurperのように。                         | カルロス・ダニエル・ブラチョ                            |
| 1999      | I'll never forget you ←これが一番の理由です。 | Luis Gustavo Uribe                                      |
| 1999-2000 | A Christmas Carolのように。                   | Jaime Rodríguez コーダー                                |
| 2000-2001 | Abrázame muy fuerte                           | カルロス・マヌエル・リベロ                              |
| 2001-2002 | 終わりなきクリスマス                          | ペドロ・モンテス                                        |
| 2003      | Real Love                                     | Manuel Fuentes Guerra                                   |
| 2005-2006 | Alboradaについて                              | Luis Manrique y Arellano                                |
| 2007-2008 | Pasión について                               | リカルド・デ・サラマンカとアルモンテ                    |
| 2008-2009 | トゥモロー・イズ・フォーエバー                | Eduardo Juárez Cruz/Franco Santoro                      |
| 2010      | 私はあなたの愛人                              | José Miguel Montesinos                                  |
| 2012-2013 | Porque el amor manda                          | ヘスス・ガルシア（Jesús García                          |
| 2015-2016 | Pasión y poder                                | エラディオ・ゴメス・ルナ・アルタミラーノの場合          |

### プログラム
- XHDRBZ' (2002年) - Raúl
- セサミストリート' (1995-1997)
- The Spider's Web' (1988年)

### 映画
- Thieves'[3] (2015) - Alejandro Toledo[4].
- Thief Who Steals Thief (2007年) - Alejandro Toledo[5].
- Kiss me in the mouth (1995) - Arturo.
- Slaves of Passion（1995年）。
- The avenging warrior' (1988年)

### シアター
- Total Obscuro' (2013) - Director[6][7].
- Manos quietas (2011)[8].
- シンデレラ
- 'Death Trap (2004)[9].

### ミュージックビデオ
- Loca (2004) by Ana Bárbara.